# Sheatown
 (août 2025).
Sheatown est une census-designated place située dans le comté de Luzerne, dans l’État de Pennsylvanie, aux États-Unis. Lors du recensement de 2020, elle compte 766 habitants.